# 洛希尼島

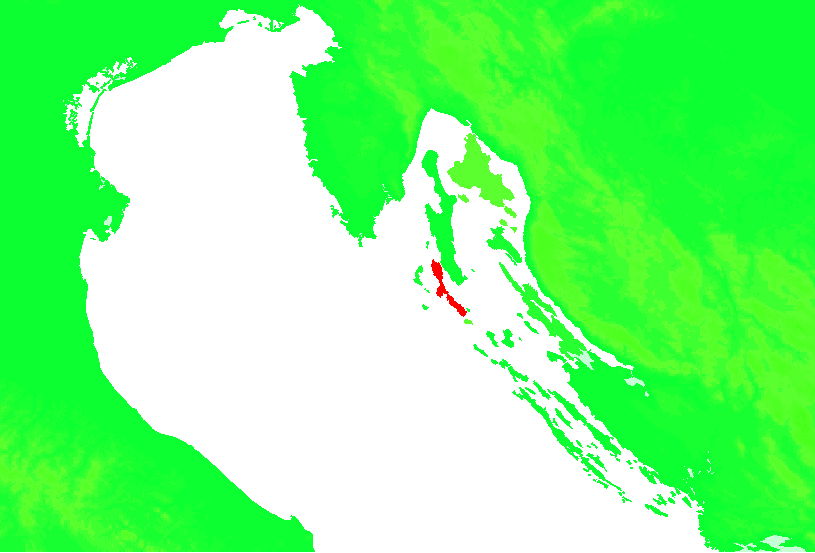
洛希尼島的位置

洛希尼島是克羅埃西亞的一個島嶼。位於亞德里亞海北部，克瓦內爾灣內。面積74.36平方公里，2001年時有人口8,134人。它几乎正好位于里耶卡南部，属于濱海和山區縣。
岛上的主要定居点包括大洛希尼、内雷齐内、斯维蒂雅科夫、纯斯基、小洛希尼等。
岛上有一条纵向的道路。从扎達爾和普拉等地有渡船去洛希尼島。

## 地理
洛希尼島属于茨雷斯-洛希尼群岛，这个群岛除洛希尼島和茨雷斯岛外海有一些小岛和没有人居住的岛屿。在面积上茨雷斯岛是最大的，洛希尼島其次。在茨雷斯岛上的小城奥索尔有一座小桥连接洛希尼島。洛希尼島的最高点海拔588米。岛主要由石灰岩和白云石组成。在西侧还有堆沙。
洛希尼島是亚得里亚海内面积第11大岛，长33千米，岛的北端和中部宽4.75千米，而在小洛希尼附近只有0.25千米宽。整个岛的海岸线长度为112.7千米。
洛希尼島每年有约2000小时的日照时间，因此在夏季是斯洛文尼亚、德国和意大利旅游者喜爱的目的地。岛上的平均湿度为70%，夏季的平均气温为24摄氏度，冬季为7摄氏度。
洛希尼島气候温和，植被常绿，常见的植物有香桃木、樟、尾葉實蕨等。北部高处植被比较稀少。西南岸则被松树环绕。

## 历史

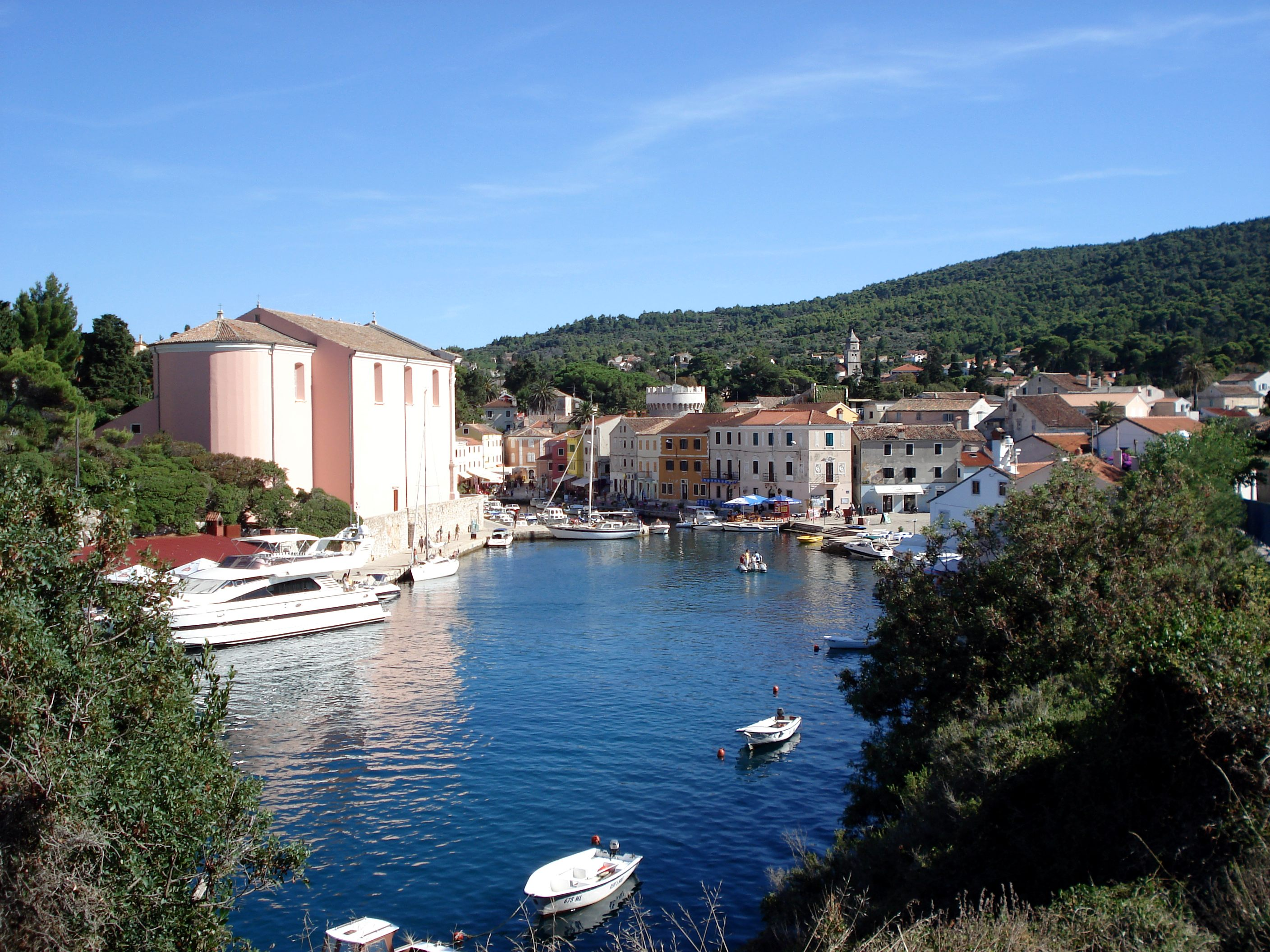
维利洛希尼老城

洛希尼島附近的茨雷斯岛上在12,000年以前就有人居住了。洛希尼島可能也是在史前就已经有人定居了。在今天的一些村落附近有建造在山上的加固的村落遗址。托勒密说古罗马把洛希尼島叫做。把洛希尼島和茨雷斯岛统称为。在一些地方有罗马村落的遗迹被开发。一些罗马时期遗留下来的小教堂也被保留下来了。在中世纪洛希尼島是奥索尔宗教和世俗贵族的领地，当时岛上没有人居住。
最早有从大陆来的定居者的迹象是1280年的。1389年他们和奥索尔签署合同，获得自主。洛希尼島这个名称最早是1384年提及的。从15世纪开始奥索尔的势力逐渐削弱，而岛上的城镇的影响力越来越强。
在18和19世纪岛上的贸易、造船和航海业非常发达。1797年威尼斯共和国覆没后根据坎波福爾米奧條約洛希尼島成为奥匈帝国的一部分。1900年其居民数为11,615人。
1919年根据聖日耳曼條約洛希尼島以及其大多数意大利人居民称为意大利的一部分。1920年拉帕洛条约确定了这个划属。这个情况一直持续到1943年。在第二次世界大战中德意志國防軍和克羅埃西亞獨立國的军队占领了洛希尼島。1945年洛希尼島和克罗地亚成为南斯拉夫社会主义联邦共和国的一部分。1947年，根据意大利和约，洛希尼岛正式归属南斯拉夫。1991年克罗地亚宣布独立。
第二次世界大战后许多说意大利语的居民逃离洛希尼島逃到意大利和其它国家，因为他们不愿在南斯拉夫统治下生活。虽然如此岛上意大利语依然是第二大语言。

## 名人和艺术
阿古斯蒂诺·斯特劳里诺是一名意大利帆船运动员，在1952年夏季奥林匹克运动会获得金牌，在1956年夏季奥林匹克运动会获得银牌。他出生在洛希尼島上。

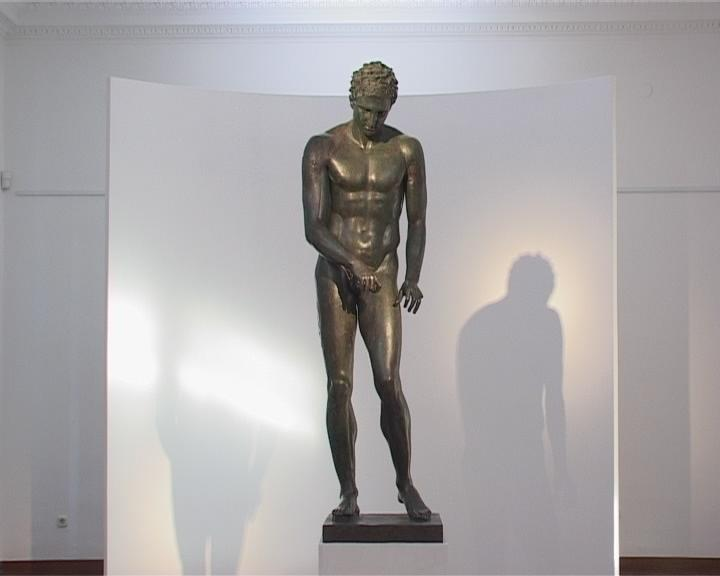
在洛希尼島上发现的拭垢者铜像

奥塞洛的高登雪是奥索尔的主教，成为天主教圣人和洛希尼島的保护者。传说他在岛上避难的时候把岛上所有的毒蛇都驱逐走了。
考斯里奇家族是来自洛希尼島的造船人，他们可能从18世纪前就开始从事这个行业了，他们逐渐扩大他们的生意，在当地成为一个重要企业，并逐渐在威尼斯和全世界建立了一个成功的船业企业，即考斯里奇家族公司。
洛希尼島上发现的一尊拭垢者铜像是公元前1或2世纪的作品。这个类型的作品首先是前4世纪希腊雕塑家留西波斯制造的。铜像是在洛希尼島附近的水下发现的。这个水域是经常被使用的航道。虽然在当地没有发现残骸，但是一般认为它本来是在一条沉船上。拭垢者显示的是一名希腊运动员在擦自己的汗和污垢。目前这座铜像暂时在萨格勒布考古博物馆展出，洛希尼島博物馆从2009年开始在进行翻修，翻修结束后该铜像将永久在这里展出。